# Wspólnota administracyjna Kleinwallstadt
Wspólnota administracyjna Kleinwallstadt – wspólnota administracyjna (niem. Verwaltungsgemeinschaft) w Niemczech, w kraju związkowym Bawaria, w rejencji Dolna Frankonia, w regionie Bayerischer Untermain, w powiecie Miltenberg. Siedziba wspólnoty znajduje się w miejscowości Kleinwallstadt.
Wspólnota administracyjna zrzesza jedną gminę targową (Markt) oraz jedną gminę wiejską (Gemeinde): 
- Hausen, 1 947 mieszkańców, 8,06 km²
- Kleinwallstadt, gmina targowa, 5 763 mieszkańców, 15,77 km²